# Bărzina, Vrața
Bărzina (în bulgară Бързина) este un sat în comuna Hairedin, regiunea Vrața,  Bulgaria. 

## Demografie
Componența etnică a satului Bărzina
     Bulgari (81,27%)
     Romi (17,13%)
     Nicio identificare (1,59%)
     Altele (0%)
La recensământul din 2011, populația satului Bărzina era de 251 locuitori. Din punct de vedere etnic, majoritatea locuitorilor (81,27%) erau bulgari, cu o minoritate de romi (17,13%). Pentru 1,59% din locuitori nu este cunoscută apartenența etnică.